# Cosmos, Minnesota
Cosmos är en ort i Meeker County i Minnesota. Cosmos hade 473 invånare enligt 2010 års folkräkning.